# 台灣半導體產業
台灣半導體產業，包括半導體製造、設計和封裝，是台灣IT產業的重要組成部分。其競爭優勢在代工晶圓製造能力和完整的產業供應鏈，台灣在全球半导体产业中有一定程度的影響力，其中的台積電佔全球晶元代工市場的50%以上。2020年，該行業的產值達到1150億美元。